# Toyota Tercel
La Tercel est une petite automobile économique construite par Toyota de 1978 à 1999. Elle connut cinq générations avant d'être remplacée par l'Echo sur le continent nord-américain. Elle a disparu du marché français en 1988.
Le nom « Tercel » est dérivé du mot latin « un tiers », la voiture était légèrement plus petite que la Corolla.

## Première génération
Attention : article traduit automatiquement de l'article anglais et truffé de tournures de phrase non françaises
La Tercel a été introduite au Japon en 1978, puis États-Unis en 1980. Elle était alors le premier modèle traction produit par Toyota. Toyota l'a nommée Corolla Tercel, en espérant que l’image de la Corolla - longtemps connue pour la qualité et la durabilité - porteraient les acheteurs vers ce nouveau modèle. Cette Tercel a été vendue à l'origine en coupé deux portes et berlines trois portes à hayon. Le moteur était un 1,5 litre simple arbre à cames en tête, à quatre cylindres et affichant 60 ch (45 kW). Trois transmissions étaient disponibles : une boîte manuelle quatre ou cinq vitesses ou une automatique à trois rapports.
Contrairement à la plupart des tractions, la Tercel disposait d'un moteur longitudinal, avec une transmission montée sous le plancher, comme les voitures à propulsion. Mais contrairement une propulsion, la transmission a un anneau et pignon dans la partie avant de la transmission, sous le moteur. L’arbre de transmission ensuite étendue de celle-ci jusqu’aux roues avant.
En 1981, la Corolla Tercel recevait un nouveau moteur de 62 ch (46 kW), plus puissant donc, et moins polluant. Le choix de carrosserie avait également étendu, avec l'ajout d'une berline quatre portes.

## Deuxième génération
La Toyota Corolla Tercel a été redessinée pour 1983 et rebaptisée simplement « Tercel ». La deuxième génération de Tercel était disponible en trois ou cinq portes à hayon ou en quatre portes trois volumes. Un break était également disponible, soit en traction, soit en quatre roues motrices et appelé, selon les marchés Sprinter Carib.
Le moteur, type 3A, est une évolution de celui de la berline. Il s'agit d'un quatre cylindres de 70 ch. Les modèles à traction étaient vendus avec une boîte automatique à trois vitesses ou une manuelle à cinq vitesses. Le modèle le moins cher, à trois portes, était disponible avec une boite manuelle quatre vitesses seulement.
Les Tercel 4 roues motrices étaient équipés d’une boite manuelle "5+1" vitesses (5 vitesses, plus une supplémentaire en mode 4x4) ou d'une automatique, alors à 3 vitesses. Le mode 4 roues motrices s'active via un petit levier de crabotage situé à côté du levier de vitesse pour les modèles manuels. En mode 4WD, la sixième vitesse est en fait une première extra courte appelée extra low (ratio de 17,6:1) permettant de gravir les fortes pentes, traverser les bourbiers ou les gués et de rouler dans le sable. Aussi inclus avec les modèles quatre roues motrices, un cadran au-dessus de la radio et de l’air conditionné indiquait l'inclinaison de la voiture, car la seconde vocation de ce véhicule est de faire du tout terrain.
Bien qu'ayant une garde au sol faible, elle bénéficie de bonnes capacités de franchissement. Ce, notamment, grâce à son poids réduit, seulement 1 050 kg tous pleins faits, sa première extra courte et son absence de différentiel central en position 4WD.
La voiture est assez bien équipée pour son époque car elle possède déjà un toit ouvrant électrique de série, un voyant avertissant qu'une porte est mal fermée, une boîte 5 vitesses et même 6 si l'on considère la sous-première, une fonction recyclage de l'air, un compte-tours, une horloge électronique à cristaux liquides, un starter auto. En 1983, peu de voitures de cette catégorie proposait ces équipements.
En 1985, Toyota apporte quelques changements à l’extérieur, puis retouche l’intérieur un an plus tard.

## Troisième génération
En 1987, Toyota a présenté la troisième génération de Tercel avec le nouveau moteur 4 cylindres 12 soupapes de 79 ch (58 kW) qui présentait comme défaut un carburateur Venturi qui se déréglait, remplacé dans le cadre d'une extension de garantie en 1988 et plus tard, EFI (electronic fuel injection, soit l'injection électronique d'essence). Autres améliorations comme une crémaillère de direction révisée et des nouvelles suspensions entièrement indépendantes. La Tercel continue son rôle de Toyota le moins chère en Amérique du Nord.
En 1988, Toyota lance une finition EZ avec un équipement appauvri : sellerie de vinyle, transmission manuelle quatre vitesses, un tapis de caoutchouc au lieu d'une moquette, et suppression du pare-soleil côté passager.
Pour l'année modèle 1990, la Tercel était disponible en trois ou cinq portes à hayon ou un deux portes coupé, le break wagon ayant été abandonné. Également supprimé pour l'année 1990, le système quatre roues motrices de la Tercel. Le modèle le plus difficile à trouver est aujourd'hui la Tercel Deluxe 4 portes Liftback. Fabriquée seulement de 1987 à 1989, cette Tercel était disponible avec une boîte manuelle à 5 vitesses, des roues spécifiques et des vitres arrière avec le dégivrage.

## Quatrième génération
Toyota a présenté la quatrième génération de Tercel en 1991, en deux portes coupé ou en berline quatre portes. Avec deux moteurs : soit par un 4 cylindres 1,3 litre 3E-E de 82 ch (61 kW) à 5 200 tr/min et 121 Nm de couple à 4 400 tr/min, soit un 1,5 litre 5E-FE 16v DOHC de 110 ch (82 kW) et 136 Nm de couple.
Au Japon, la Tercel a également été proposée en 3 portes à hayon et en versions quatre roues motrices. Les modèles Hatchback étaient les VC, Joinus, et Avenue. La gamme berline comprenait trois niveaux de finition : VE, VX, et VZ. La VZ est alimentée par le moteur 5E-FE. Le niveau de finition le plus élevé au Japon dispose de feux arrière différents et était mieux équipé que les modèles exportés.
En Amérique du Nord la gamme se composait des modèles Coupé de base, Coupé DX, Berline DX, et berline LE. Les pare-chocs monochrome, enjoliveurs, et la banquette arrière rabattable sont facultatifs sur les DX et de série sur la LE. LE avait de garniture de coffre rouge comme le modèle japonais.
1993 a apporté des retouches extérieures mineures à l'avant et à l'arrière, le coussin gonflable (airbag) du côté conducteur est alors passé en série et l'ABS est devenu disponible. Le seul changement pour 1994 était l'air conditionné sans CFC.

## Cinquième génération
La Tercel de Toyota de cinquième génération fut la dernière à être commercialisée. Elle a été remplacée par la Toyota Echo pour l'année-modèle 2000. La Tercel a été vendue jusqu'en 1998 aux États-Unis mais a continué sa carrière un an de plus sur le marché canadien sur lequel elle rencontrait encore un grand succès. Dans certains autres pays, la Tercel arborait d'autre noms, dont Corsa.
Les Tercel importées en Amérique du Nord étaient presque toutes dépouillées d'équipement pour avoir un prix compétitif malgré le coût élevé d'importation, la Tercel étant construite au Japon.
Les modèles coupés de la Tercel pouvaient avoir la transmission automatique à 3 ou 4 rapports ainsi que la manuelle 4 ou 5 rapports. Le modèle de Tercel à 4 portes ne pouvait pas avoir les automatiques à 3 rapports et les manuelles à 4 rapports. Dans certains pays, une version à 4 roues motrices était disponible.
Les versions de la Tercel étaient toutes dotées du même moteur, le 5E-FE, un 4 cylindres en ligne de 1,5 L développant 93 ch et 136 N m de couple.
La Tercel de cinquième génération fut redessinée en 1998. Les pare-chocs et la calandre furent modernisés, les moulures de portes élargies, les phares perdirent leurs lentilles à facettes multiples pour devenir entièrement claires, les clignotants avant passèrent de l'orange complet au clair et orange et finalement les phares arrière virent leur partie du bas devenir totalement claire.